# 시모사카 고키
시모사카 고키(일본어: 下坂 晃城, 1993년 9월 25일~)는 일본의 축구 선수이다.

## 구단 경력
그는 2016년 J1리그의 아비스파 후쿠오카에 입단했다. 2016년후 J2리그에 강등했다. 2018년 J2리그의 FC 마치다 젤비아로 이적했다. 2020년까지 29경기에 출전하여, 2득점을 넣었다. 2021년부터 2022년까지 블라우블리츠 아키타에서 뛰었다. 2022년후 현역 은퇴.